# Manjaro Linux
Manjaro Linux je Linux distribucija bazirana na Arch Linuxu namijenjena početnicima. Karakteriziraju ju jednostavnost Arch distribucije, no ta jednostavnost ovdje nije na račun pristupačnosti početnicima, te model kontinuiranog ažuriranja paketa, gdje je lako postići da radite na zadnjim objavljenim inačicama omiljenog softvera.
Osim manjarovog repozitorija paketa u kome su paketi podijeljeni u tri grupe:
- testne
- nestabilne
- stabilne

pri čemu se ne rabe direktno Arch-evi repozitoriji, rabi se također AUR (Arch users repository).

## Također pogledajte
- Linux distribucija
- Linux